# Löwenstedt
Löwenstedt (tiếng Đan Mạch: Lyngsted or Lyngsæd) là một đô thị thuộc huyện Nordfriesland, bang Schleswig-Holstein, Đức.